# جمعية بيوت الشباب المصرية
أنشئت جمعية بيوت الشباب المصرية عام 1954 وهي منظمة نفع عام تابعة لوزارة الشباب فنياً وإدارياً، ويرتكز نشاط الجمعية على تقديم أنشطة متعددة منها رحلات ترفيهية في مصر ودورات لتعلم حرف فنية مثل الرسم على الخزف، بالإضافة إلى توفير أماكن إقامة للشباب على مستوى العالم، وانضمت إلي «الاتحاد الدولي لجمعيات بيوت الشباب الدولية» عام 1956 وهي عضو ب«الاتحاد العربي لجمعيات بيوت الشباب العربية» والذي يتواجد مقره بجمهورية مصر العربية ووفقا لائحة الاتحاد العربي يكون الأمين العام للاتحاد من جمهورية مصر العربية. يدير الجمعية مجلس إدارة منتخب.